# Banisteriopsis maguirei
Banisteriopsis maguirei är en tvåhjärtbladig växtart som beskrevs av B. Gates. Banisteriopsis maguirei ingår i släktet Banisteriopsis och familjen Malpighiaceae. Inga underarter finns listade i Catalogue of Life.